# (36202) 1999 TG98
1999 TG98 (asteroide 36202) é um asteroide da cintura principal. Possui uma excentricidade de 0.10937460 e uma inclinação de 11.17667º.
Este asteroide foi descoberto no dia 2 de outubro de 1999 por LINEAR em Socorro.